# Mazur kajdaniarski

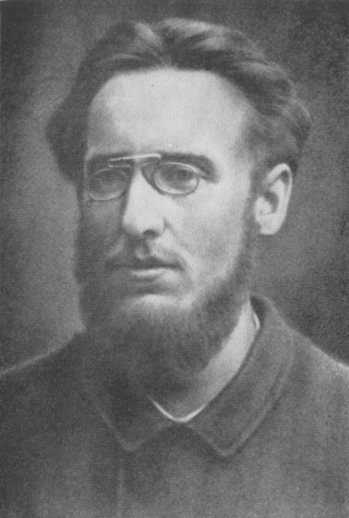
Ludwik Waryński – twórca

Mazur kajdaniarski – wiersz (potem pieśń) autorstwa Ludwika Waryńskiego napisany, przy współudziale innych więźniów, na przełomie lat 1885–1886 w X Pawilonie Cytadeli Warszawskiej.

## Historia
Po raz pierwszy wydrukowano go w warszawskim Robotniku (numer 31 z 4 czerwca 1899) z inicjatywy Józefa Piłsudskiego i z jego notą informacyjną. Nie był wówczas jeszcze spopularyzowany i raczej występował jako wiersz. Melodię dobrano z Mazura podolskiego autorstwa Maurycego Gosławskiego, ale z czasem zastąpiono ją stateczniejszą – do słów Wincentego Pola (Bracia, rocznica, więc we zwyczaju). 

## Charakterystyka
Tytuł przywołuje obraz więźnia caratu skutego kajdanami. Słowa Suń wesoło dalej w koło / Warszawo i Karo pokazują stosunek Waryńskiego do tematyki współpracy rewolucyjnej z proletariatem rosyjskim, której był zwolennikiem, w odróżnieniu od większości ówczesnych współpracowników (Kara była największym więzieniem, w którym przetrzymywano Rosjan podejrzanych o sprzyjanie ideom rewolucyjnym, położonym nad rzeką Karą w obwodzie czytyjskim). Mazur dziedziczy tradycje romantyczne pieśni patriotycznych, przeciwstawiając jednocześnie spuściźnie romantyzmu świadomość proletariacką. Jest to w tym kontekście romantyczna pieśń rewolucyjna agitująca do czynu. Mazur był w interpretacji Waryńskiego narodowym tańcem, symbolizującym niezłomność ludu, wykonywanym przez niewzruszonych, twardych bojowników. 
Odziedziczona po Gosławskim melodia była wesoła, witalna, ludyczna i optymistyczna – podobny nastrój dominuje w Mazurze kajdaniarskim. Muzyka mazura często towarzyszyła tekstom wierszy powstańczych i rewolucyjnych. Bliska utworowi Waryńskiego jest Pieśń katorżników autorstwa Adama Mickiewicza – oba te utwory mają ładunek proroczego optymizmu, który był bardzo potrzebny w przeczuciu trudnej przyszłości – zesłania, katorgi. Niósł też wiarę w sens ponoszonych poświęceń. 
Funkcja kajdan w utworze jest nietypowa – są one w istocie instrumentem muzycznym, grającym radosną, optymistyczną muzykę jutra. Tańczą przy nim osoby ubrane w „stroje balowe” (ubrania katorżników), zaproszone na bal w „pałacu” (więzieniu, ziemiance zesłańca, Karze). W utworze przejawia się zatem heroizm osób nieskalanych tchórzostwem lub strachem przed śmiercią.